# ファイルフォーマット
ファイルフォーマット（英: file format、ファイル形式）は情報をファイルへ収納する形式である。

## 概要
コンピュータにおいてメディア（文書、音声、画像、動画）やプログラムはファイルとして保存される。統一された順序・構造でこれらの情報がファイルとして保存されていれば、OSやアプリケーションは一貫した方法でファイルにアクセスし情報を利用できる。これを可能にする、ファイルへの情報格納規格がファイルフォーマット（ファイル形式）である。
通常「ファイルフォーマット」と呼ばれるが、MS-DOSやMicrosoft Windows、UNIX、Unix系などのオペレーティングシステムにおけるファイルはストリーミングデータ（データストリーム）形式であり、正確には「各ファイルに格納されたデータのフォーマット」の事である。
通常ファイルに格納されたデータは、テキストまたはバイナリファイルなので、ファイルの内容だけからはそのファイルフォーマットを知ることが困難な場合がある。このため、ファイル名に拡張子をつけて識別したり、ネットワークでの転送時にはMIMEヘッダ（メディアタイプ）等をあわせて送ったり、といった方法が採られる。このようなメタデータを付与する方法はファイルの内容自体に影響を与えず、またファイルを開くことなく種別を判定できる、という利点がある。しかし、拡張子は簡単に、しかも自由に編集できるため、信頼性は極めて低い。またMIMEタイプはIANAによって正式に登録・標準化されていない独自の文字列をアプリケーションやシステムが勝手に付与することもありうる。そのため、多くのファイルフォーマットは、ファイルの先頭にマジックナンバーと呼ばれる、より確実にファイル形式を識別するための情報を付加する。
さまざまなアプリケーションで扱える標準的なフォーマットもあるが、オペレーティングシステムやアプリケーションによりそのデータ形式は様々である。特定のアプリケーションで扱えるデータ形式に変換するためのファイルコンバータを利用できることがある。

## データの区切りの単位に注目した分類
- bit（ビット）をデータの区切りの単位とするデータ。例：圧縮されたデータ
- byte（バイト、1byte = 8bit）を単位とするデータ。例：各種アプリケーションのデータファイル
- 文字を単位とするデータ。例：テキストファイル
  - 特定の文字に意味を持たせ構造化したデータ。例：CSV、マークアップ言語（HTML、XMLなど）

テキストもバイナリの一種であるが、実際のビット列はエンコーディング時に採用する文字セットに左右される。テキストのデータストリームをデコードする際のヒントとして、ファイル先頭付近にバイト順マークや文字セット名を記載するフォーマットもある。
各種プログラミング言語のソースファイルも、構造化されたプレーンテキストファイルの一種である。

## 汎用性に注目した分類
標準化されたフォーマット
国際的な機関で制定されたフォーマット。ファイルフォーマットの例としては、JPEG、MPEGなどがある。標準化機関の例としては、国際標準化機構 (ISO)、日本産業規格 (JIS)、World Wide Web Consortium (W3C) などがある。
事実上、業界標準となっているフォーマット
後述する「特定のオペレーティングシステム (OS) やアプリケーションに依存するフォーマット」に含まれるが、広く使用され事実上標準（デファクトスタンダード）となっているもの。例としては、GIFやFBX、PDF（米Adobe社、後にISO標準化）などがある。
特定のオペレーティングシステム (OS) やアプリケーションに依存するフォーマット
各種OSやアプリケーションのデータファイル。例としては、BMP、RTF（Microsoft Windows）など多数ある。

## よく知られたファイルフォーマット一覧

### テキスト、ハイパーテキスト、ドキュメント
- プレーンテキスト
- RTF (Rich Text Format)
- HTML (HyperText Markup Language)
- XHTML (Extensible HyperText Markup Language)
- MHTML (MIME Encapsulation of Aggregate HTML Documents)
- TeX
- PDF (Portable Document Format)
- DjVu
- DVI (DeVice Independent)
- CSV (Comma-Separated Values)

#### オフィススイート 用のフォーマット
主なオフィススイート用のフォーマットには以下がある。
- Lotus 1-2-3
  - 123、wk3、wk4 など
- 一太郎
  - jtd （一太郎 V8 以降）
- Microsoft Officeの独自フォーマット
  - doc（Microsoft Wordの独自フォーマットの拡張子）
  - xls（Microsoft Excelの独自フォーマットの拡張子）
  - ppt（Microsoft PowerPointの独自フォーマットの拡張子）
- Office Open XML（Microsoft Office 2007で新たに採用された文書フォーマット）
  - Office Open XML Document（文書用）
  - Office Open XML Workbook（表計算用）
  - Office Open XML Presentation（プレゼンテーション用）
- OpenDocument
  - OpenDocument Text（文書用）
  - OpenDocument Spreadsheet（表計算用）
  - OpenDocument Presentation（プレゼンテーション用）
  - OpenDocument Database（データベース用）
  - OpenDocument Formula（数式用）
- Uniform Office Format

### データ記述フォーマット
- Adobe Illustrator (AI)
- Adobe Photoshop (PSD)
- CSS
- CSV
- PDF
- PostScript
- SGML
- TOML
- XML
  - RDF
  - RSS

### 3D
- Standard Triangulated Language (STL)
- Wavefront .objファイル (OBJ)
- PLY (ファイル形式) (PLY)
- Additive Manufacturing File Format (AMF)
- 3MF (3MF)
- X3D (X3D)

#### ラスターイメージ
- BMP (Windowsビットマップ)
- DPX
- FlashPix（英語版）
- GIF
- HD Photo
- JPEG
- JPEG 2000
- JPEG XR
- MAG
- OpenEXR
- PICT
- PNG
- RAW画像
  - DNG
- TGA
- TIFF
  - XBM (X11ビットマップ)

#### ベクターイメージ
- DXF
- EPS
- HP-GL
- SVG
- Windows Metafile

### 音声
- MP3 (MPEG-1 Audio Layer-3)
- mp3PRO
- AAC (Advanced Audio Coding)
- ALAC (Apple Lossless Audio Codec)
- WAV (RIFF Waveform Audio Format)
- WMA (Windows Media Audio)
- AIFF (Audio Interchange File Format)
- AU
- Ogg Vorbis
- RealAudio
- FLAC (Free Lossless Audio Codec)
- Monkey's Audio

### 楽曲
- Standard MIDI File (SMF)
- EUP (EUPHONY) - FM TOWNS標準の楽曲フォーマット
- MML (Music Macro Language)
- SMAF (Synthetic music Mobile Application Format)

### 動画
- AVI (Audio Video Interleave)
- ASF (Advanced Systems Format)
- FLV (Flash Video)
- OGM (Ogg Media)
- OGG (Ogg file)
- MPEG (Moving Picture Experts Group)
  - MPEG-1
  - MPEG-2
  - MPEG-4
- MP4 (MPEG-4 Part 14)
- MOV (QuickTime Movie)
- RealVideo
- VG2
- DivX (DivX Media Format)

### 時間軸を持つもの
- アニメーションGIF
- MNG (Multiple-image Network Graphics)
- SWF (Macromedia Shockwave Flash)
- SMIL (Synchronized Multimedia Integration Language)

### ファイルアーカイブ（圧縮など）
- 7z
- ACE
- AFA
- bzip2
- DGCA (Digital G Codec Archiver)
- CAB
- tar
- GCA (G Compression Archiver)
- gzip
- LHA (LZH) / LHarc
- RAR
- ZIP
- StuffIt
- Compact Pro

### オブジェクトファイル
- EXEフォーマット
  - Portable Executable
- COMフォーマット
- a.out
- ELF (Executable and Linkable Format)
- PEF (Preferred Executable Format)
- Mach-O
- S-record
- dyld

### 通信関連
- MACフレーム
- PPPフレーム
- HDLCフレーム
- パケット
  - IPパケット
    - TCPパケット
      - HTTPパケット

### その他
- EDIF (Electronic Design Interchange Format) - 電子設計データ

## ファイルフォーマットと関連づけ
特定のファイルフォーマットと、それを開くアプリケーションソフトウェアを登録しておき、操作を行いたいファイルを選択した際にアプリケーションソフトウェアを選ぶ手間を省くための動作を関連づけ (association) という。関連づける手法はオペレーティングシステムなどの環境により異なる。例えばWindowsやOS/2では拡張子によって対応するアプリケーションを選択する（Windowsではレジストリに登録する。OS/2ではWPSの.INIファイルに情報が格納される）。
Mac OSでは、ファイルのメタデータとしてクリエータとタイプというデータがある。ファイルシステムのHFSとHFS+、ファイル転送プロトコルのAFPではこれらは保持されるが、FTP、HTTP、電子メール等を介してファイルをやりとりする場合は、クリエータとタイプを保持するフォーマット（Macバイナリ、AppleSingle、AppleDouble、BinHex等）に変換するか、Mac OS用のアーカイブフォーマット（StuffIt、MacLHA等）を用いる必要がある。
macOSではクリエータとタイプがあればそれを優先するが、なければ拡張子による対応づけが利用される。